# Víska (Březovice)
Víska je malá vesnice v okrese Mladá Boleslav, část obce Březovice. Nachází se 2,4 kilometru jihozápadně od Březovic. Zástavba vsi má půdorys okrouhlice, s cennými příklady lidové architektury (pojizerské domy). Od roku 1995 je chráněna jako vesnická památková rezervace.

## Historie
První písemná zmínka o vesnici pochází z roku 1400. V roce 1938 zde žilo 130 obyvatel. V letech 1938 až 1945 byla Víska v důsledku uzavření Mnichovské dohody přičleněna k nacistickému Německu.

## Pamětihodnosti
- Venkovské usedlosti čp. 2, 3, 4, 5, 6, 7, 8, 10, 12, 13, 15, 17, 22, 24